# Rochinia carbunculus
Rochinia carbunculus är en kräftdjursart som först beskrevs av M. J. Rathbun 1906.  Rochinia carbunculus ingår i släktet Rochinia och familjen Pisidae. Inga underarter finns listade i Catalogue of Life.